# Uraecium argomuellerae
Uraecium argomuellerae är en svampart som beskrevs av Wakef. 1949. Uraecium argomuellerae ingår i släktet Uraecium, ordningen Pucciniales, klassen Pucciniomycetes, divisionen basidiesvampar och riket svampar.   Inga underarter finns listade i Catalogue of Life.